# Дзедушицкие
Дзедушицкие (пол. Dzieduszycki, укр. Дідушицькі) — польский дворянский род, герба Сас.

## Известные представители рода
Ян Дзедушицкий (1462—1533) владел поместьями в Галичине в 1507 году. Григорий был в конце XVI века каштеляном Любачевским, Франц (1640—1704), в 1695 году — воеводой подольским, Юрий (1670—1730) — конюший великий коронный, был послом Августа II Сильного в Риме.
Фаддей Дзедушицкий (1724—1777) получил графское достоинство Священной Римской империи в 1775 году. Род внесён в родословную книгу дворян Царства Польского.

## Упоминания в родословных книгах
- Род Дзедушицких упомянут в списках дворянства королевства Галиции и герцогства Буковина[1].